# In-betweener
En in-betweener (eller tweener) er den person, der assisterer animatoren på en tegne- eller animationsfilm. Hvor animatoren laver hovedtrækkene (også kendt som key frames) i animationen (for eksempel i en figurs bevægelse), så tegner in-betweeneren alle de mellemliggende tegninger, der udgør alle de små dele af bevægelse – altså hvad der ligger in between hovedtrækkene og deraf navnet.
| Job | Spire Denne artikel om et job eller en stillingsbetegnelse er en spire som bør udbygges. Du er velkommen til at hjælpe Wikipedia ved at udvide den. |